# مدیریت معاصر در ورزش
مدیریت معاصر در ورزش کتابی از ژانت بی. پارکز، بیورلی، آر.کی. زنگر، جروم کوارترمن با ترجمهٔ محمد احسانی است که در سال ۱۳۸۲ منتشر و در مراسم کتاب سال جمهوری اسلامی ایران به‌عنوان کتاب برگزیده معرفی شد.